# 極東開発工業
極東開発工業株式会社（きょくとうかいはつこうぎょう、英：KYOKUTO KAIHATSU KOGYO CO., LTD.）は、大阪府大阪市に本社を置くコンクリートポンプ車をはじめとした特装車の総合メーカーである。

## 事業所
- 本社 - 大阪府大阪市中央区淡路町2丁目5-11 極東開発グループ本社ビル
- 東京本部 - 東京都品川区東品川3丁目15-10
- 横浜工場 - 神奈川県大和市深見西4-1-62
- 名古屋工場 - 愛知県小牧市大字東田中字松本1375
- 三木工場 - 兵庫県三木市別所町巴2 三木工場公園内
- 福岡工場 - 福岡県飯塚市大字伊岐須428

## 沿革
- 1955年（昭和30年）6月1日 - 資本金250万円で横浜市鶴見区に極東開発機械工業株式会社を設立。
- 1957年（昭和32年）4月 - 本社および工場を西宮市上甲子園に移転。
- 1959年（昭和34年）10月 - 名古屋工場操業開始。
- 1961年（昭和36年）1月 - 西宮市甲子園口で甲子園工場操業開始。
- 1962年（昭和37年）
  - 3月 - 横浜工場操業開始
  - 4月 - 甲子園工場に本社を移転し、旧本社工場を機械工場に改称。
- 1964年（昭和39年）8月 - テールゲートリフタ（パワーゲート）を開発
- 1965年（昭和40年）
  - 1月 - 小型三転ダンプ開発。
  - 7月 - 東京都千代田区神田に東京事務所を開設
- 1966年（昭和41年）
  - 5月 - スウェーデンのインターコンサルト社と「球形空気圧送式粉粒体輸送装置（ジェットパック）」を、米国チャレンジクックブラザーズ社と「絞り出し式コンクリートポンプ（スクイーズクリート）」を、それぞれ技術提携。
- 1971年（昭和46年）4月 - 現社名に変更。
- 1979年（昭和54年）
  - 8月 - 機械工場を三木工場へ移転。
  - 10月 - 相模工場操業開始。

サービス部門を分離し、極東オートサービス株式会社を設立。
- 1989年（平成元年）12月 - 大阪証券取引所2部上場。
- 1992年（平成4年） 11月 -	東京証券取引所2部上場。
- 1995年（平成7年） - 東京証券取引所、大阪証券取引所各1部指定替え。
- 2000年（平成12年） - 創立45周年記念として、CIロゴ制定。
- 2007年（平成19年）4月1日 - トレーラ、トラックボデーの大手、日本トレクスを傘下に収める。
- 2016年（平成28年）12月16日 - バイオガスプラントの設計・施工を手掛けるモリプラントを傘下に加える。
- 2018年（平成30年）5月25日 - 北陸重機工業を傘下に加える。
- 2022年（令和4年） - 東京証券取引所プライム市場上場。
- 2023年（令和5年）2月20日 - 大阪市中央区淡路町に本社移転[1]。
- 2024年（令和6年）11月22日 - オーストラリアの特装車メーカー「STG Global Holdings Pty Ltd」（TSG）をグループ化[2] [3]

## 事業

### 特装車
建設・物流関係の特装車を製造している。
- ダンプトラック、散水車、トラックミキサ[4]、コンクリートポンプ車
- タンクローリー、ごみ収集車、ストックピッカー、車両運搬車「フラトップ」、粉粒体運搬車「ジェットパック」、脱着ボディ車「フックロール」「グランデッカー」、荷役補助装置「ムービングデッキ」等。

車両運搬車「フラトップ」シリーズは、従来の車載車では積載できなかった、ごく車高の低いクルマを積むことができる。積載するクルマの最低地上高が5センチ程度確保されており、積載車の車体の約2倍を展開できる面積があれば、レーシングカーのような特殊なクルマも積載できる。チューニングカーショップではローダーといえばフラトップ車を指定することがある。
またトラックの後部に装備される荷役用リフト「パワーゲート」（テールゲートリフター）を開発したことでも有名である。

### 生活福祉関連
- ブーム式高所作業車（現在製造中止）
- イージーステップ（バス用補助ステップ）（現在製造中止）

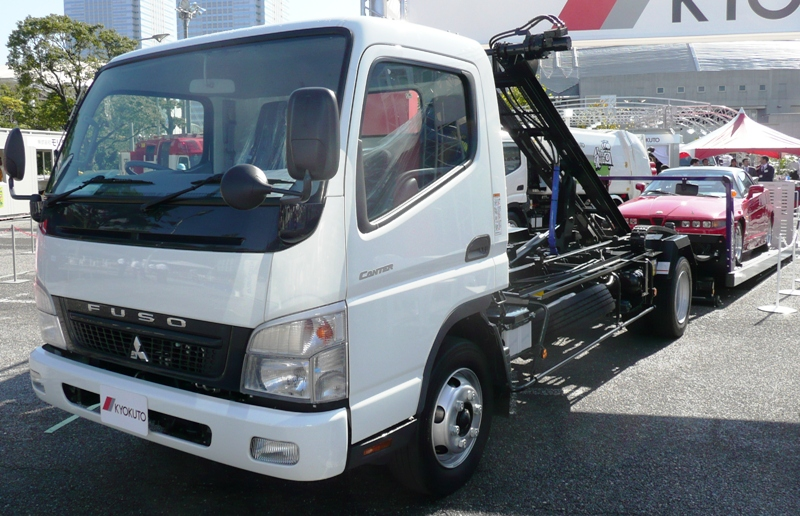
車両運搬車「フラトップ」 ベース車：三菱ふそう・キャンター
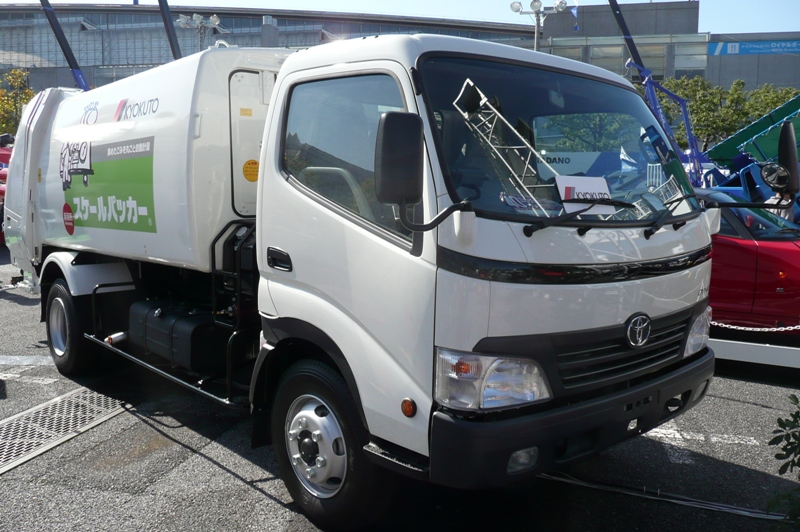
ごみ収集車 ベース車：トヨタ・ダイナ
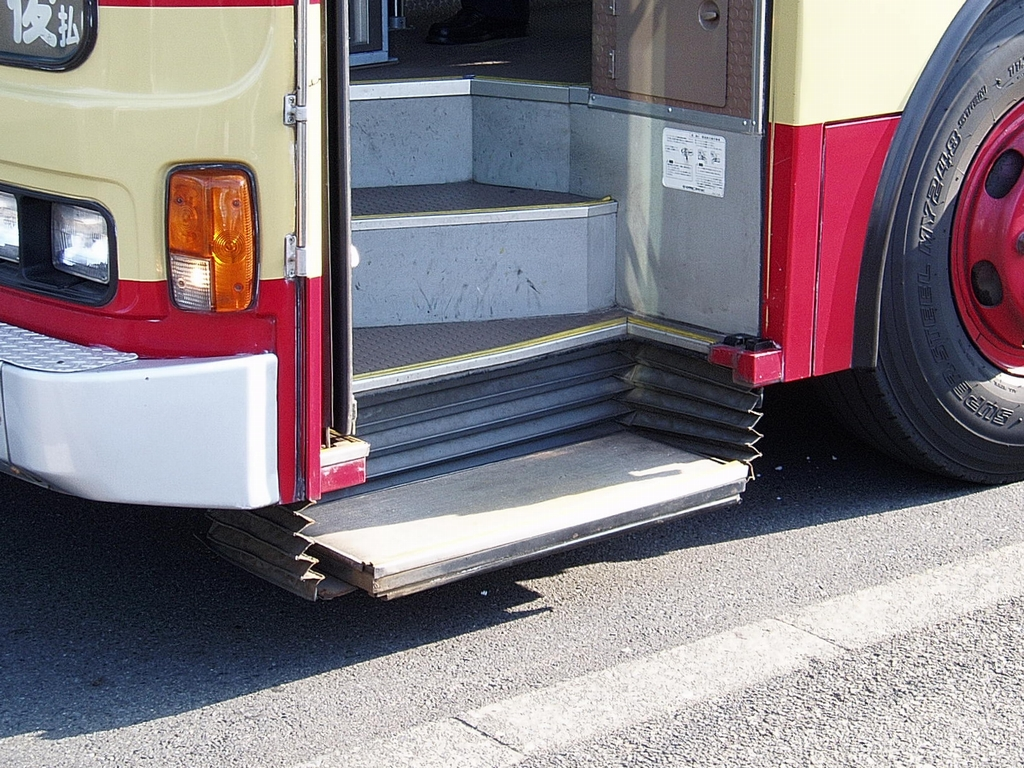
イージーステップ

### 環境事業関連
主力製品は以下の4つである。
- 極東・トレマッシェ破砕機
- 不燃ごみ、粗大ごみ処理施設
- リサイクルプラザ、リサイクルセンター
- ごみ固形燃料化施設

1971年1月、千葉県松戸市に日本初の「粗大・不燃ごみ」の破砕処理施設を納入。

## 子会社

### 国内子会社
- 極東開発パーキング株式会社
- 日本トレクス株式会社
- 株式会社エフ・イ・テック
- 株式会社エフ・イ・イ
- 株式会社 FE-ONE
- 振興自動車株式会社
- 極東サービスエンジニアリング株式会社
- 極東サービスエンジニアリング北海道株式会社
- 株式会社モリプラント
- 北陸重機工業株式会社

### 海外子会社
- 極東特装車貿易（上海）有限公司
- 極東開発（昆山）機械有限公司
- MITHRA KYOKUTO SPECIAL PURPOSE VEHICLE COMPANY PRIVATE LIMITED
- PT. Kyokuto Indomobil Manufacturing Indonesia
- Trex Thairung Co., Ltd